# Cocktail
Un cocktail (citit cocteil) este un fel de băutură amestecată, care conține unul sau mai multe tipuri de alcool și arome și unul sau mai multe lichioruri, sucuri de fructe, sosuri, miere, lapte, smântână sau condimente etc. Cocktailul a devenit popular în timpul prohibiției din SUA. În timpul acesteia, arta amestecării băuturilor a devenit din ce în ce mai necesară pentru a masca gustul alcoolului casnic. Unul dintre cele mai vechi cocktailuri cunoscute, Sazerac, bazat pe coniac, datează din anii 1850, New Orleans, cu 70 de ani anterior prohibiției.
Până în anii 1970, cocktailurile erau în principal făcute cu gin, whisky sau rom și mai puțin cu votcă. Începând cu anii 1970, popularitatea votcii a crescut semnificativ și până în anii 1980 a devenit baza pentru majoritatea băuturilor amestecate. Multe cocktailuri făcute tradițional cu gin, precum Gimlet, sau Martini, pot fi servite acum cu votcă.
Există de asemenea și cocktailuri fără alcool (Rainbow, Green Apple, Sweet Kiss etc).